# 金宝树
金宝树（1800年—1857年），字仲珊，号吟香，江苏元和縣人，清朝政治人物、同進士出身。
道光十八年（1838年）戊戌科進士。道光二十一年（1843年）至道光二十一年（1843年），擔任利川知县。